# Loin des hommes
Loin des hommes is een Franse film uit 2014, geschreven en geregisseerd door David Oelhoffen en gebaseerd op het korte verhaal "L'Hôte" (De gast) van Albert Camus uit 1957. De film ging in première op 31 augustus in de competitie van het Filmfestival van Venetië.

## Verhaal
Algerije, 1954 en bij het begin van de Algerijnse Oorlog krijgt Daru de opdracht om de gevangene Mohamed te escorteren. De twee mannen zijn tegenpolen van elkaar, Mohamed is een zwijgzame boer die beschuldigd wordt van de moord op zijn neef en Daru is een teruggetrokken schoolmeester en immigrantenzoon. In het hartje van de winter trekken ze door het Algerijnse Atlasgebergte achtervolgd door dorpelingen die bloedwraak eisen. Samen moeten ze trachten te overleven.

## Rolverdeling
| Acteur          | Personage |
| --------------- | --------- |
| Viggo Mortensen | Daru      |
| Reda Kateb      | Mohamed   |

## Prijzen & nominaties
| jaar | prijs                          | categorie                                             | genomineerde(n)                                       | uitslag  |
| ---- | ------------------------------ | ----------------------------------------------------- | ----------------------------------------------------- | -------- |
| 2014 | Filmfestival van Venetië       | SIGNIS Award                                          | SIGNIS Award                                          | Gewonnen |
| 2014 | Filmfestival van Venetië       | Arca CinemaGiovani Award for Best Film of Venezia 71  | Arca CinemaGiovani Award for Best Film of Venezia 71  | Gewonnen |
| 2014 | Filmfestival van Venetië       | Interfilm Award for Promoting Interreligious Dialogue | Interfilm Award for Promoting Interreligious Dialogue | Gewonnen |
| 2014 | Festival du film de La Réunion | Orchidée d'Or voor beste film                         | Orchidée d'Or voor beste film                         | Gewonnen |
| 2014 | Festival du film de Sarlat     | Beste acteur                                          | Viggo Mortensen                                       | Gewonnen |